# 26678 Garner
26678 Garner este o planetă minoră (asteroid), cu un diametru de 13,116 km, din centura de asteroizi. A fost descoperită pe 15 martie 2001 la Stația Anderson Mesa de Lowell Observatory Near-Earth-Object Search. 
Obiectul prezintă o orbită caracterizată de o semiaxă mare de 3,1883897 UAi, o excentricitate de 0,22, o înclinație de 9,45288 ° în raport cu ecliptica.